# Jay Lynch
Pour les articles homonymes, voir Lynch.
Jay Lynch, né le 7 janvier 1945 à Orange dans le New Jersey et mort le 5 mars 2017 à Candor (État de New York), est un auteur de bande dessinée américain de comics underground.

## Biographie
Jay Lynch, naît le 7 janvier 1945 à Orange dans le New Jersey. Dans les années 1960, il se passionne pour la bande dessinée undeground et il mène plusieurs activités de front. Ainsi il fournit des récits aux fanzines Wild de Don Dohler et Mark Tarka et Smudge, il publie avec l'aide de Skip Williamson un magazine intitulé The Chicago mirror puis il édite un comic book, Bijou qui est une anthologie dans laquelle sont publiées des bandes dessinées de Skip Williamson, Art Spiegelman, Justin Green, etc.
Il est aussi dessinateur et auto-édite ses œuvres (comme Nard 'n' Pat). Il travaille dans le même temps pour des magazines humoristiques tels que Cracked ou Help, dont le rédacteur en chef est Harvey Kurtzman. Dans les années 1980, il est l'un des dessinateurs de la série de cartes à collectionner Les Crados.
Il est professeur au Chicago Art Institute et publie des bandes dessinées éditées par Dark Horse.